# Etnografické muzeum (Martin)
Etnografické muzeum (do r. 1961 Slovenské národní muzeum v Martině) je muzeum v Martině. Patří mezi nejstarší muzejní pracoviště Slovenského národního muzea. Obsahuje největší sbírku lidové kultury na Slovensku.

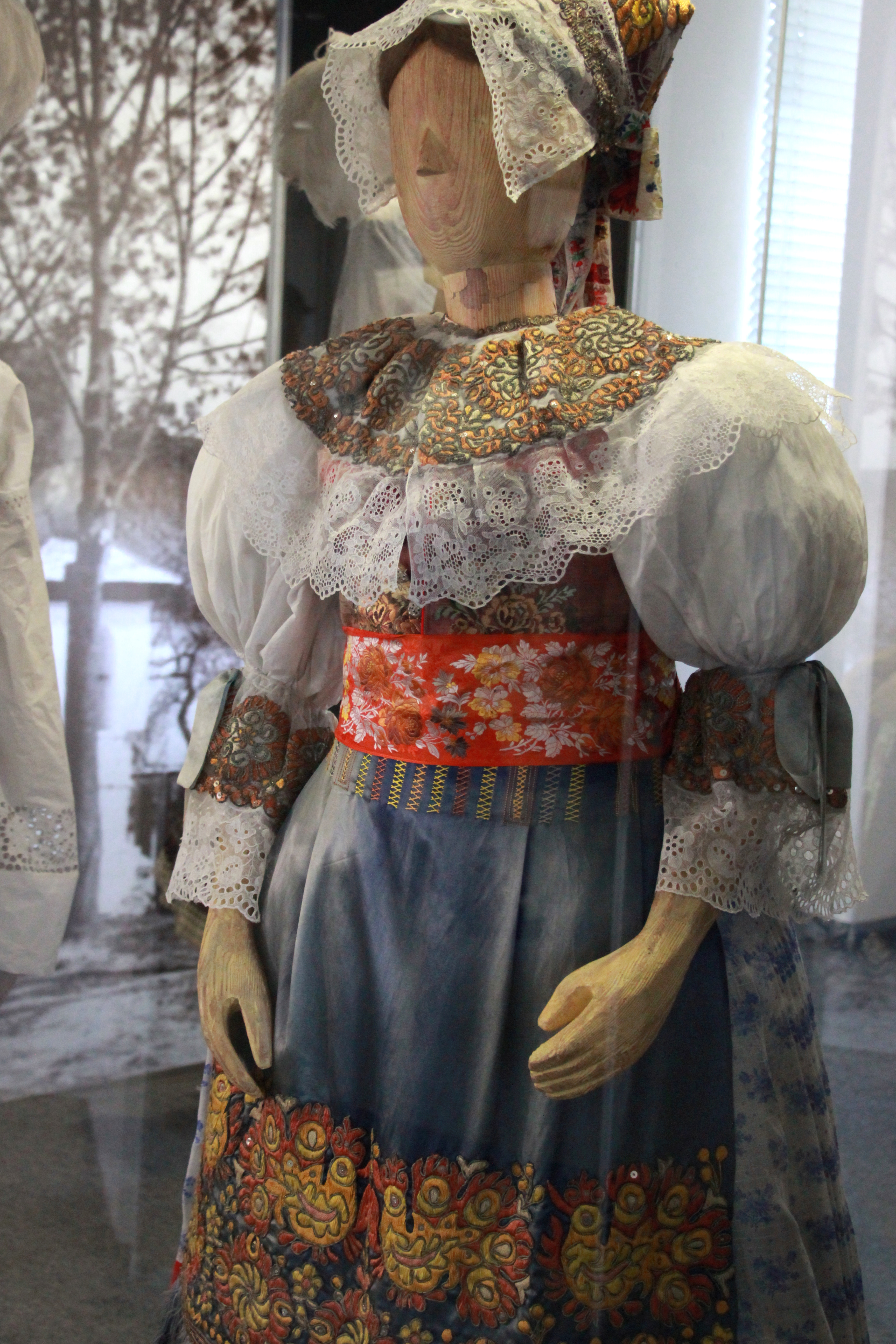
Ženský kroj

## Dějiny
Začátky se odvíjejí od Muzea Matice slovenské (1870–1875), jejíž sbírky převzalo do péče. Vznik muzea byl propojen se vznikem muzejní slovenské společnosti (MMS). Jejím cílem bylo zachraňovat a shromažďovat všechny významné památky Slovenska. Díky předsedovi MMS Andreji Kmeťovi byla postavena první budova (1906–1907), kterou projektoval Milan Michal Harminc. Slavnostně bylo otevřeno v roce 1908 (V roce 1994 byla budova prohlášena za národní kulturní památku).
Z nedostatku výstavních prostor byla iniciována myšlenka výstavby nové budovy SNM (1929–1932). Jejím autorem byl také Milan Michal Harminc (1869–1964). Realizace byla ukončena v roce 1932, avšak instalace všech exponátů zabrala hodně času. Slavnostní otevření se uskutečnilo až v roce 1938.
V muzeu byly soustředěny mnohé sbírky: uměleckých řemesel, výtvarného umění, české národní historie, archeologie, církevních památek, numismatiky, lidového umění, písemné i knižní fondy, památky živé a také neživé přírody. Dokonce v letech 1942–1953 i pozůstalosti Milana Rastislava Štefánika.
K zestátnění muzea došlo v roce 1948. V roce 1961 bylo administrativně sloučeno se Slovenským muzeem v Bratislavě. V témže období se z martinského muzea stalo centrální celoslovenské etnografické muzeum. To byl důvod k přerozdělení některých sbírek do jiných muzeí.

## Současnost
V současnosti tvoří podstatnou část sbírky etnografické fondy (včelařství, zemědělství, keramika, různé řemesla, oděv, bydlení ...). Část je prezentována ve stálých expozicích
- Člověk a půda,
- Člověk a materiál,
- Člověk a oděv,

Zbytek na příležitostných výstavách, ať už v zahraničí nebo přímo v budovách muzea.
Odbornou činnost muzeum prezentuje prostřednictvím vlastní ediční činnosti:
- Sborník SNM – Etnografie ...
- Katalogy v edici Fontes

## Architektura staveb

### První budova
Jde o tzv. „Staré“ muzeum v Martině. Na tuto stavbu byla vypsána soutěž, kterou Harminc vyhrál. V té době byla jeho práce ovlivněna romantizujícím pseudohistorismem.
Skladba muzea poukazuje na výstavně-vědecký ráz, studijní a pracovní provoz muzejní činnosti. Budova má dispozičně a výtvarně vyrovnané řešení. V přízemí jsou umístěny pracovní prostory a až v podlaží jsou prostory výstavní. Hlavní průčelí obsahuje prvky klasicizujících architektonických článků – je řešeno střídměji. Vstup je rámován klasicizujícím portikem. Boční trakty budovy ústí do bočních rizalitů hlavního průčelí. Nesou plochou pilastrovou pseudoantickou soustavu, kterou podporují tympany trojúhelníkového tvaru.

### Druhá budova
Harminc koncem 20. století upustil od „zdobené“ klasicizující architektury. S příchodem funkcionalismu (už jako 60letý) nabývá jeho tvorba nový výraz. Do popředí se dostávají čisté formy, plochá střecha a také vlastnosti nového materiálu.
Na tento projekt byla vypsána soutěž, které se Harminc zúčastnil s několika variantami.
Nakonec byl realizován návrh dvoupodlažní stavby. I když už tvořil v novém duchu, budova si zachovala monumentální jednotu i díky řadě 18 průběžných kamenných pilastrů na hlavním průčelí (obklad z přírodního kamene, ryolitu), které v přízemí, vynecháním příčky v interkolumniu, vytvářejí širokou arkádu. Před nimi u hlavního vstupu navrhl předsazenou dvojici soch.
Monumentalita byla podpořena i urbanistickým řešením. Stavbu umístil na vyvýšenou terasu města jako dominantu v ose ulice, vedené přímočaře z hlavního martinského náměstí.
Nástupní prostor překlenul dlouhým jednoramenným kamenným schodištěm, které bylo rozděleno do 10 úseků. Samotný objekt je řešen jako konstrukční dvojtrakt ve tvaru písmene „T“, s variabilními výstavními prostorami. Hlavní komunikační prostor se nachází ve středu dispozice, což nabízí dobré předpoklady pro volné instalování exponátů. Na vstupní část navazuje honosné trojramenné schodiště, které vede do výstavních místností na patře. V přízemí jsou situovány jen pracovní prostory a potřebné vedlejší vybavení. Výstavní prostory na třetím podlaží jsou zapuštěny do nízké valbové střechy ze železobetonu. Osvětlení zajišťují střešní světlíky. Budova obsahuje 37 místností s výstavní plochou 46 000 m².
Činnost SNM–EM, největšího a nejstaršího muzea v Slovenské republice, je velmi rozsáhlá. Výsledkem snahy je nejucelenější sbírka lidové kultury na Slovensku.